# Лаврентьево (Огарковское сельское поселение)
Лаврентьево — деревня Огарковского сельского поселения Рыбинского района Ярославской области.
Деревня расположена непосредственно на федеральной автомобильной дороге Р104, на участке Рыбинск-Пошехонье. К северо-востоку стороны деревни начинается ручей Тетёрка, который огибая деревню с востока, в её южной части пересекает дорогу и далее течёт на северо-запад, и, оставляя с левой стороны урочище Вертково, впадает в Рыбинское водохранилище. Деревня удалена на расстояние 28 км от Рыбинска. Ближайшая деревня в сторону Рыбинска — центр сельского поселения Огарково (3 км), в сторону Пошехонья — Осташево (2 км). На небольшом расстоянии (600 м) к юго-западу от Лаврентьево стоит относительно небольшая деревня Торхово.
Деревня Лаврентьева обозначена на плане Генерального межевания Рыбинского уезда 1792 года.
На 1 января 2007 года в деревне числилось 48 постоянных жителей. Почтовое отделение, расположенное в деревне Милюшино, стоящей на дороге в сторону Пошехонья, к северу, обслуживает в деревне Лаврентьево 52 дома. Деревня имеет основную улицу, ориентированную вдоль дороги, вторая улица формируются в южной части вдоль ручья Тетёрка.